# Église de la Sainte-Trinité de Buffalo
L'église de la Sainte-Trinité (Blessed Trinity Church) est une église catholique de Buffalo dans l'État de New York. Elle appartient au diocèse de Buffalo. L'église est inscrite au Registre national des lieux historiques depuis 1979, avec ses bâtiments voisins, la maison paroissiale et l'école paroissiale.

## Historique
L'église de briques est construite en 1923-1928 en pur style lombard néoroman du XIIe siècle et elle est considérée aux États-Unis, comme étant la réplique la plus fidèle de ce style. L'école date de 1906-1907 et la maison paroissiale de 1914. L'église est dominée au milieu du transept par une coupole octogonale surmontée d'une lanterne.
Elle contient la collection la plus importante de terracottas des États-Unis.

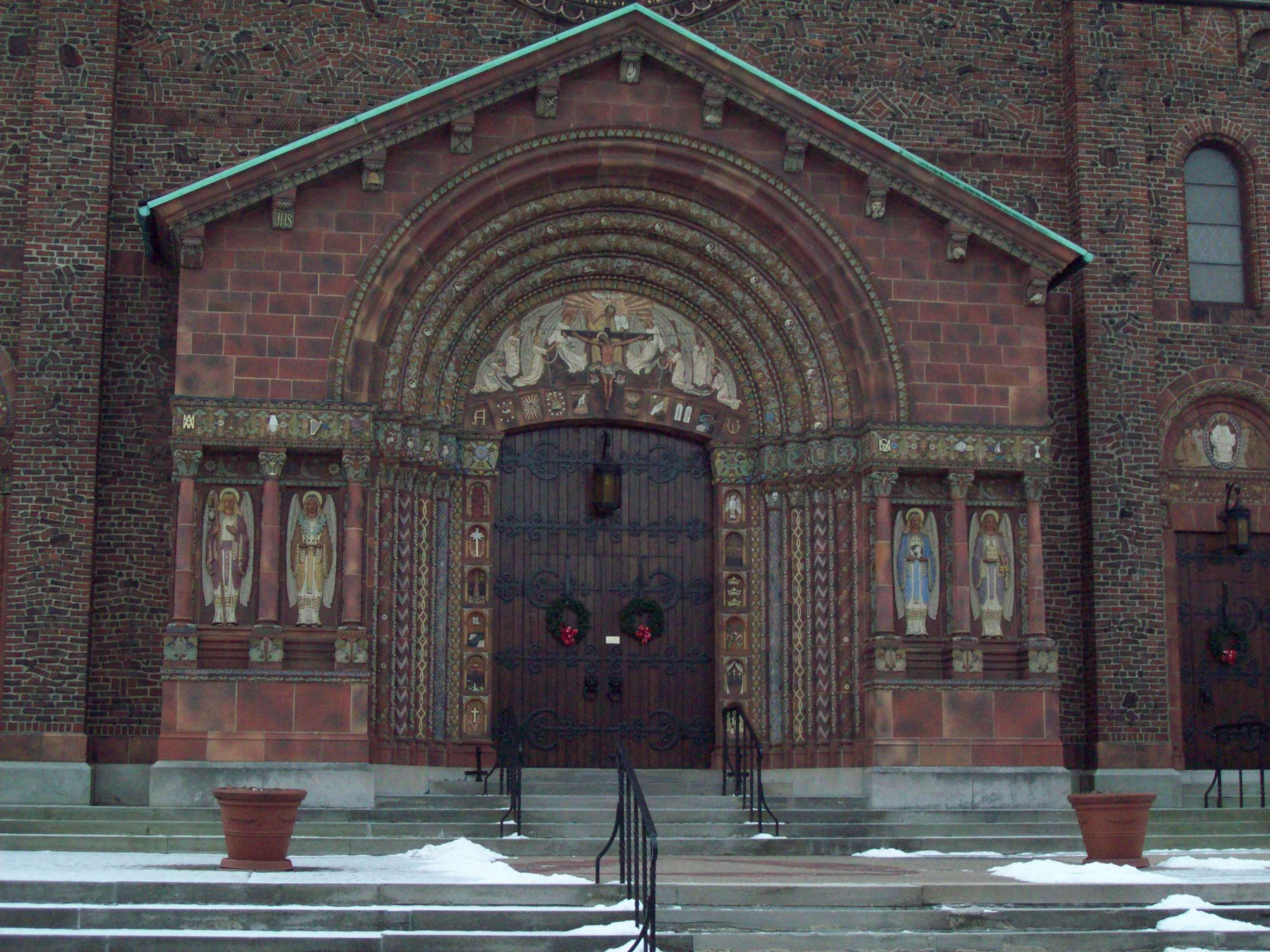
Portail d'entrée avec ses statues de terracotta
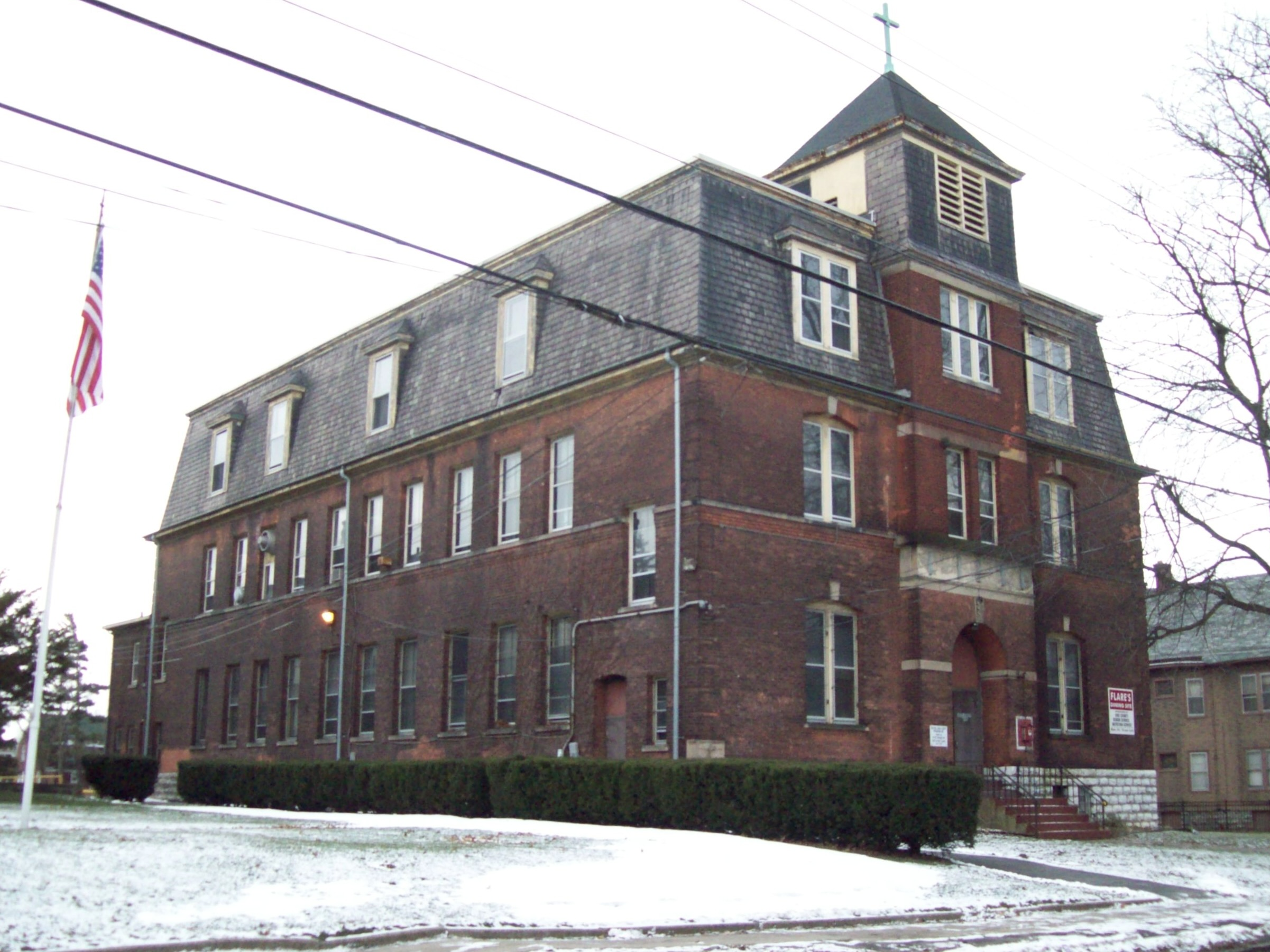
Vue de l'école paroissiale

## Source
- (en) Cet article est partiellement ou en totalité issu de l’article de Wikipédia en anglais intitulé « Blessed Trinity Roman Catholic Church Buildings » (voir la liste des auteurs).